# Grimaldi (Cosenza)
Grimaldi és un municipi italià, dins de la província de Cosenza, que limita amb els municipis d'Aiello Calabro, Altilia, Domanico, Lago i Malito a la mateixa província, i Martirano a la de Catanzaro.

## Evolució demogràfica
| Població censada al municipi de Grimaldi (Cosenza) | Població censada al municipi de Grimaldi (Cosenza) | Població censada al municipi de Grimaldi (Cosenza) |
| -------------------------------------------------- | -------------------------------------------------- | -------------------------------------------------- |
|                                                    |                                                    |                                                    |
| Notes:                                             | Elaboració gràfica per part de la Viquipèdia       |                                                    |
|                                                    | Font: ISTAT (Institut Nacional d'Estadística)      |                                                    |